# Leptocera papuana
Leptocera papuana är en tvåvingeart som beskrevs av Richards 1973. Leptocera papuana ingår i släktet Leptocera och familjen hoppflugor. Inga underarter finns listade i Catalogue of Life.